# Fusion Center

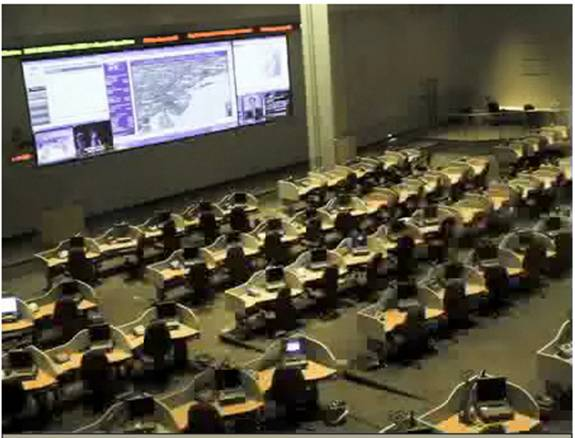
New Jersey Fusion Center am 19. Mai 2008

Ein Fusion Center (amerikanisches Englisch; in britischer Schreibweise Fusion Centre; zusammengesetzt aus fusion, „Verschmelzung, Vereinigung, Fusion,“ und center, „Zentralstelle“) ist eine Einrichtung, in der verschiedene Organisationen der nachrichtendienstlichen und polizeilichen Gemeinschaft und andere Behörden zur Bekämpfung einer oder mehrerer Bedrohungen dauerhaft zusammenarbeiten. Hierzu werden Informationen von Behörden auf allen staatlichen Hierarchieebenen und auch überstaatlichen sowie nichtstaatlichen Organisationen über terroristische, kriminelle und andere Aktivitäten und Bedrohungen zusammengetragen und in Beziehung gesetzt.

## Entstehung

### Bezeichnung
Die Bezeichnung Fusion Center wurde in den USA eingeführt. Einen deutschen Gattungsbegriff für diese Art von Einrichtungen gibt es nicht. Man spricht von „behördlicher Zusammenarbeit“ oder „Datei“, beispielsweise der Antiterrordatei. In den USA wurden Fusion Centers auf Betreiben des Ministeriums für Innere Sicherheit (Department of Homeland Security, kurz DHS) und des Justizministeriums (Department of Justice, kurz DOJ) gegründet. Die Gründung wird durch 6 USC 124h Department of Homeland Security State, Local, and Regional Fusion Center Initiative gesetzlich beschlossen. Im Dezember 2010 nennt die Washington Post 3984 Organisationen, die in amerikanischen Fusion Centers vernetzt sind, und von denen rund ein Viertel nach den Terroranschlägen am 11. September 2001 gegründet wurden. Das Personal wurde 2008 auf 800.000 Mitarbeiter im Bereich der Fusion Centers geschätzt.
In der Eigendarstellung beschreibt das DOJ Fusion Centers wie folgt:

“A fusion center is an effective and efficient mechanism to exchange information and intelligence, maximize resources, streamline operations, and improve the ability to fight crime and terrorism by merging data from a variety of sources. In addition, fusion centers are a conduit for implementing portions of the National Criminal Intelligence Sharing Plan (NCISP).”

„Ein Fusion Center ist ein effektiver und effizienter Mechanismus zum Austausch von nachrichtendienstlicher Information und Auswertungen, zum Maximieren von Ressourcen, zum Rationalisieren von Arbeitsabläufen, und zur verbesserten Bekämpfung von Verbrechen und Terrorismus durch die Bündelung von Daten aus einer Vielzahl von Quellen. Außerdem sind die Fusion Centers ein Mittel zur Umsetzung von Teilen des NCISP (Nationaler Plan zum Zusammenführen von Informationen)“

Fusion Centers unterscheiden sich in der Zusammensetzung der teilnehmenden Behörden. Viele Bundesstaaten unterhalten Fusion Centers, in denen Staatsbehörden mit Bundesbehörden Informationen austauschen. Bundesbehörden wiederum unterhalten Fusion Centers, die sich auf besondere Gebiete spezialisieren, beispielsweise das im NCIS eingegliederte MTAC auf Bedrohungen gegen Einrichtungen und Personal der Navy und Marines. Daneben existieren Fusion Centers für besondere Gebiete, beispielsweise für Gefahrenstoffe (National Hazardous Materials Fusion Center, kurz HAZMATFC) oder für Landwirtschaft.

### Gründe
Obwohl mit der 1984 gegründeten, französischen UCLAT (Unité de Coordination de la Lutte Anti-Terrorism) schon ein frühes Fusion Center entstanden war, waren der auslösende Vorfall für die meisten Zentren die Terroranschläge vom 11. September. Analysen zeigen auf, dass die Veränderung der Welt mit neuen, anders funktionierenden Bedrohungen nach dem Mauerfall eine Anpassung der Strategien erforderlich machen. Die früher drohende militärische Auseinandersetzung der politischen Blöcke Ost und West waren eine zunehmend kleinere Bedrohung. Gleichzeitig nahm der nationale und internationale Terrorismus neue Formen an, die nicht mehr mit dem früheren Lagerdenken in Deckung zu bringen waren. Der Bedarf an Risikobewertungen nahm zu und weil sich die Inlands- und Auslandsdienste in den meisten Ländern in getrennten Strukturen organisierten, musste hierzu eine Zusammenarbeit beginnen. Wie im berühmten Postulat von Alfred D. Chandler junior für Organisationen in der Wirtschaft gefordert („structure follows strategy“), mussten die Strukturen der veränderten Strategie angepasst werden.

## Ziele
Das DOJ nennt in den Richtlinien (Fusion Center Guidelines: Law Enforcement Intelligence, Public Safety, and the Private Sector) als Ziele von Fusion Centers: „… einen Mechanismus zu schaffen, wo Polizeibehörden, öffentliche Sicherheit und private Partner mit gemeinsamen Zielen zusammenkommen und die Fähigkeit verbessern, die Sicherheit der Heimat und die Verhinderung krimineller Aktivitäten sicherzustellen. Ein Polizist, Feuerwehrmann oder Gebäudeinspektor sollte nicht nach Information suchen müssen. Sie sollten genau eine Stelle ansprechen, das zuständige Fusion Center.“
Neben diesen Zielen rücken inzwischen weitere Bedrohungen in das Blickfeld der Verantwortlichen, neue Formen des Extremismus, organisierte Kriminalität (OK), Verbreitung von Waffen zur Massenvernichtung, Computerkriminalität und Cyberkrieg, der Kampf um Energieressourcen, versagende Staaten, Klimawandel und andere. Durch die zunehmende Vernetzung nationaler und internationaler Bedrohungen mussten Polizeikräfte und Nachrichtendienste zunehmend in den traditionellen Aufgabengebieten der jeweils anderen Organisation tätig werden. Somit fördern ökonomische Interessen der Organisationen auch die Zusammenarbeit.

## Teilnehmende Organisationen
Die Ziele von Fusion Centers umfassen Vermeidung bis hin zum Eingreifen in jegliche Bedrohung des öffentlichen Lebens, darunter auch Naturkatastrophen, Chemieunfälle und medizinische Risiken. In den Fusion Centers sind somit mehr und unterschiedlichere Organisationen verbunden, als auf den ersten Blick ersichtlich ist. Offensichtlich sind Polizeibehörden und territoriale Sicherungen eingebunden, nachweislich beispielsweise
- Staatspolizei, Gefängnisse und Betreuungsorganisationen[12]
- Bureau of Alcohol, Tobacco and Firearms (ATF)[13]
- Bureau of Indian Affairs (BIA)[13]
- Federal Bureau of Investigation (FBI)[13]
- United States Border Patrol[13][14]
- United States Customs and Border Protection (CBP)[13]
- United States Immigration and Customs Enforcement[14][15]
- United States Citizenship and Immigration Services[14]
- United States Coast Guard[14]
- United States Marshals Service (USMS)[16]
- United States Secret Service[14]

Neben den US-Polizeibehörden beteiligen sich auch internationale Organisationen, namentlich:
- Interpol[17]

Daneben nehmen auch weniger offensichtliche Behörden teil, die hauptsächlich mit anderen als terroristischen oder kriminellen Risiken befasst sind, beispielsweise:
- Nationaler Katastrophenschutz[12][14]
- Bundes-Gesundheitsbehörden, beispielsweise die Centers for Disease Control and Prevention (CDCs),[11] aber auch staatliche Gesundheitsbehörden.[2][12]
- Verkehrsministerium (beispielsweise die Transportation Security Administration[14] oder die Pipeline and Hazardous Materials Safety Administration (PHMSA)[15])
- Office of Inspector General[14]
- staatliche Finanzbehörden[12]
- Teilen des Landwirtschaftsbehörden[7][12] wie der Animal and Plant Health Inspection Service (APHIS)[15] oder der Food Safety and Inspection Service (FSIS)[15]
- Straßenverkehrsbehörden[17]
- Umweltschutzbehörden (EPA)[15]
- Verteidigungsministerium der Vereinigten Staaten (Department of Defense, DOD)[16]
- Nationalgarde der Vereinigten Staaten[12]
- Feuerwehr:[2][18] Dahinter verbergen sich Feuerbekämpfung und -vorsorge, Notfall-Operationen, medizinische Notfälle, Rettungsoperationen, Gefahrengut-Vorfälle und Brandursachenermittlung.
- U.S. Consumer Product Safety Commission (CPSC)[15]

Ferner wird auf private Organisationen verwiesen, meist ohne spezifischer zu werden, beispielsweise
- Versicherungsunternehmen, bzw. die zentrale Abwicklungsstelle für Versicherungsforderungen.[17]
- religiöse Gruppen[19]
- Nachbarschaftswachen (englisch Block Watches)[19]
- Private Sicherheitsfirmen[19][20]
- Tourismusagenturen[19] und Hotels[20]
- Banken[19][20]
- Wasser- und Energieversorgungsunternehmen[19]
- Schulbehörden[19] und Universitäten[20]
- Technologiefirmen[19], beispielsweise Telefongesellschaften[20]
- Transportunternehmen[19]
- kommunale Gruppen[19]

Daneben sind auch andere Fusion Center an einzelnen Fusion Centers beteiligt. Es ist nicht bekannt, ob und in welchem Umfang Informationen damit auch sekundär weitergegeben werden, d. h. über den Umweg über ein Fusion Center.

## Richtlinien
Nach Aussagen von CNN-Reporterin Heidi Collins gibt es keine strenge Aufsicht über Fusion Centers. Allerdings hat das DOJ Richtlinien zum Betrieb von Fusion Centers veröffentlicht, die die folgenden achtzehn Punkte nennen.
1. Plan zur gemeinsamen Verwendung von Daten (National Criminal Intelligence Sharing Plan, kurz NCISP) und Mischprozess (fusion process)
2. Leitbild und benannte Ziele
3. Organisationselemente
4. Zusammenarbeit (wer mit wem, wann, wie …)
5. Absichtserklärungen zur Zusammenarbeit und eine Geheimhaltungsvereinbarung[12]
6. Datenbank-Ressourcen
7. Verbindung der Datenbanken (Interconnectivity)
8. Bürgerrechte und Menschenrechte
9. Sicherheit nach Vorgaben herstellen
10. Örtlichkeiten, Räumlichkeiten und physische Infrastruktur
11. Personal (Human Resources) (Rekrutierung, Ausbildung, Definition usw.)
12. Ausbildung des Personals im Center
13. Multidisziplinäre Aufmerksamkeit und Ausbildung
14. Produkte von Sicherheitsbehörden
15. Richtlinien und Vorschriften des Betriebs
16. Kennzahlen zur Leistungsmessung und -beurteilung
17. Finanzierung
18. Kommunikationspläne

Dabei handelt es sich um die Beschreibung des organisatorischen Aufbaus und der zu berücksichtigenden Themen, nicht um verbindliche Vorschriften. Fusion Centers unterscheiden sich daher erheblich voneinander.

## Zentren in den Vereinigten Staaten
Die amerikanische Bundesregierung unterhält zwei Fusion Centers in Washington, D.C.:
- die Foreign Terrorist Tracking Task Force im FBI und
- das auf Einrichtungen der Navy und der Marines spezialisierte Multiple Threat Alert Center (MTAC) im NCIS, in dem sich nationale mit internationalen Informationen kreuzen.

Sechs von der Bundesregierung finanzierte regionale Zentren (Regional Information Sharing Systems, RISS) dienen dem Zusammenführen von Informationen in den jeweiligen Regionen, zu denen auch kanadische Provinzen, britische und australische Behörden gehören. RISS-Zentren wurden 1973 gegründet. RISS betreibt ein Intranet, das RISS.net, dass seit September 2002 mit dem Law Enforcement Online (LEO) Netz des FBI verbunden ist. Diese Kombination dient für die Übermittlung sensibler, nicht geheimer Daten.
| Abkürzung | Bezeichnung                                                         | Zentrale                 | Teilnehmer |
| --------- | ------------------------------------------------------------------- | ------------------------ | --- |
| MAGLOCLEN | Middle Atlantic-Great Lakes Organized Crime Law Enforcement Network | Newton (Pennsylvania)    | Delaware, Indiana, Maryland, Michigan, New Jersey, New York, Ohio, Pennsylvania, District of Columbia, die Provinzen Ontario und Québec in Kanada sowie teilnehmende Organisationen in Australien und Großbritannien |
| MOCIC     | Mid-States Organized Crime Information Center                       | Springfield (Missouri)   | Illinois, Iowa, Kansas, Minnesota, Missouri, Nebraska, North Dakota, South Dakota, Wisconsin. Hinzu kommen auch kanadische Mitglieder.                                                                               |
| NESPIN    | New England State Police Information Network                        | Franklin (Massachusetts) | Connecticut, Maine, Massachusetts, New Hampshire, Rhode Island, and Vermont. Hinzu kommen auch kanadische Mitglieder.                                                                                                |
| RMIN      | Rocky Mountain Information Network                                  | Phoenix (Arizona)        | Arizona, Colorado, Idaho, Montana, Nevada, New Mexico, Utah, Wyoming sowie Alberta, British Columbia, und Saskatchewan in Kanada                                                                                     |
| ROCIC     | Regional Organized Crime Information Center                         | Nashville, Tennessee     | Alabama, Arkansas, Florida, Georgia, Kentucky, Louisiana, Mississippi, North Carolina, Oklahoma, South Carolina, Tennessee, Texas, Virginia, West Virginia, Puerto Rico, Amerikanische Jungferninseln                |
| WSIN      | Western States Information Network                                  | Sacramento, Kalifornien  | Alaska, Kalifornien, Hawaii, Oregon, Washington (State). Hinzu kommen kanadische und australische Mitglieder sowie Guam.                                                                                             |

2006 betrieben schon vier von fünf Bundesstaaten mindestens ein Fusion Center oder bereiteten die Einführung vor. Nur Arkansas, Hawaii, Idaho, Nebraska, Nevada, New Hampshire, New Mexico, Oklahoma und Wyoming hatten noch nicht mit der Einrichtung solcher Zentren begonnen.

### NSA
Die National Security Agency ist an verschiedenen Fusion Centers beteiligt. Die Beteiligung wird im Allgemeinen jedoch nicht publik gemacht. Die Beteiligung ist bei dem seit Ende 2013 in Betrieb befindlichen Utah Data Center in Bluffdale offensichtlich.

## Fusion Centers außerhalb der Vereinigten Staaten
In fast allen entwickelten Nationen werden inzwischen Fusion Center eingerichtet. Aus Pressemitteilungen lassen sich Fusion Centers in Mexiko, Australien, Großbritannien, Deutschland, Frankreich und weiteren Ländern nachweisen. Auch die Europäische Union und die NATO betreiben Fusion Centers. Durch die jeweils unterschiedliche Gesetzeslage entstehen Unterschiede in der Organisation und den verwendeten Mitteln. Insbesondere die Zusammenarbeit der Polizeibehörden wird durch Erfahrungsaustausch über nationale Grenzen hinweg verstärkt (siehe unten, Fusion Task Force).

### Deutschland
Systeme mit dem Ziel, bundeseinheitliche Fahndungsunterstützung zu liefern, sorgten schon lange dafür, dass die Polizeibehörden der Länder eine einheitliche Abfrage beim Bundeskriminalamt verwenden konnten. Das durch das BKA-Gesetz geregelte, ursprünglich als INPOL bezeichnete System wurde inzwischen durch INPOL-neu abgelöst. Hier muss schon allein für die Identifizierung eines möglichen Täters eine Datenfusion stattfinden. Es fehlen aber noch „sachfremde“, also nicht polizeiliche Datenbanken im Prozess.
In der Folge von 9/11 wurden in Deutschland Aktivitäten zur Terrorismusabwehr gestartet. 2004 wurde zu diesem Zweck das Gemeinsame Terrorismusabwehrzentrum (GTAZ) in Berlin gegründet, in dem 38 verschiedene Behörden ihre Informationen austauschen. Das GTAZ ist eine Indexdatei im Sinne eines Fusion Centers. Die gewählten Strukturen unterscheiden sich stark von ähnlichen Einrichtungen in den USA oder Großbritannien, um legale Probleme zu vermeiden. So wird beispielsweise kein Direktor ernannt und die Räumlichkeiten von Polizei- und Geheimdiensten sind strikt getrennt, um nicht gegen das Trennungsgebot zwischen Nachrichtendiensten und Polizei zu verstoßen. Deutschland engagiert sich stark in der Integration von Terrorismusabwehrinformation in Europa; ca. 80 Prozent der Information in den Datenbanken zur Terrorismusabwehr der Europäischen Union werden aus Deutschland geliefert.
Anders als in den USA beteiligen sich in Deutschland keine Privatunternehmen an Fusion Centers. Die Verbindung zwischen den Sicherheitskräften und der Industrie wird durch die Allianz für Sicherheit in der Wirtschaft (ASW) in Berlin aufrechterhalten. Dabei ist nicht klar, ob auch Informationen und Datensammlungen aus der Industrie den Behörden zur Verfügung gestellt werden außer in Fällen, wo das per Gesetz verordnet ist.
Neben dem GTAZ, dass sich vollständig auf islamischen Terrorismus konzentriert, wird seit 2007 eine Antiterrordatei auf der Basis vorhandener Datenbanken in verschiedenen Polizeibehörden zur Verfügung gestellt.
Unter dem Eindruck von Straftaten des Nationalsozialistischen Untergrunds (NSU) wurde im Dezember 2011 das Abwehrzentrum gegen Rechts (GAR) gegründet. 2012 folgte ein „Arbeitskreis“ mit rund 40 Behörden des Bundes und der Länder, das Gemeinsame Extremismus- und Terrorismuszentrum (GETZ) in Köln und Meckenheim bei Bonn in relativer Nähe zum Bundesamt für Verfassungsschutz und dem Bundeskriminalamt. Aufgabengebiet des neuen Fusion Centers sind neben dem Rechtsextremismus auch Spionage, Linksextremismus und Ausländerextremismus. Wie vom Bundesamt für Verfassungsschutz bestätigt wird, geht das GAR im neugegründeten GETZ auf, so dass nur zwei Fusion Center verbleiben.

#### Vorläufer
Erste Datenkoordinationen in Deutschland wurden im Rahmen der Rasterfahndung 1979 zur Terrorbekämpfung eingesetzt. Diesen Bemühungen fehlten noch die Analysefähigkeiten moderner Datenbanken und die Datenmengen waren überschaubar. Trotzdem wurden hier schon Daten von Stromversorgern ausgewertet, um mögliche konspirative Wohnungen von RAF-Terroristen zu entdecken. Zwar waren deutsche Stromversorger damals staatliche Monopolgesellschaften, aber der Datenaustausch von zivilen Stellen mit polizeilichen und geheimdienstlichen Diensten wurde schon durchgeführt.
Auch andere Behörden entwickelten das Bedürfnis zur Integration von Informationen, beispielsweise 1993 BASIS (Bayerisches Alarmierungs- und Sicherheits-Informationssystem) oder das Bundesamt für Bevölkerungsschutz und Katastrophenhilfe mit seinem Gemeinsamen Melde- und Lagezentrum. Allerdings liegt hier die Zielsetzung auf der Handlungsfähigkeit im Katastrophenfall. Sicherheitsdienstliche Aspekte dieser Arbeit beschränkten sich auf regulierende Eingriffe.

### Großbritannien
Neben den NATO-Fusion-Centers (siehe unten) und den RISS-Zentren (siehe oben) betreibt auch die britische Regierung Fusion Centers. Das wichtigste ist das 2003 gegründete und dem MI5 angegliederte Joint Terrorism Analysis Centre (JTAC) mit der Aufgabe, internationalen Terrorismus überall zu bekämpfen („at home and overseas“). JTAC operiert unabhängig vom übrigen Geheimdienst. Hier kooperieren 16 Regierungsbehörden unter der Leitung des Generaldirektors des Security Service. Die Aktivitäten werden durch das Cabinet Office überwacht.
Auf der Luftwaffenbasis von Alconbury (Huntingdonshire) befindet sich die als „Joint Analysis Center“ (JAC) bezeichnete Geheimdienstzentrale der US-Streitkräfte in Europa (Joint Intelligence Operations Center Europe, JIOCEUR) in unmittelbarer Nachbarschaft zum Fusions Center der NATO (s. u.).

## Fusion Center Internationaler Organisationen

### Fusion Centers der NATO

#### NATO Intelligence Fusion Centre (NIFC)

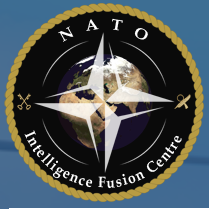
Wappen des NATO Intelligence Fusion Centres

In Molesworth (Cambridgeshire, Großbritannien), nahe bei Milton Keynes, unterhält die NATO seit 2006 das NATO Intelligence Fusion Center (NIFC). Ursprünglich war dieses Center durch das Allied Command Transformation als NATO-Koordinierungszentrum für den Krieg gegen den Terror geplant.
Über die Teilnehmer bzw. Informationslieferanten am NIFC ist wenig bekannt. Nicht einmal alle NATO-Mitglieder liefern pauschal Informationen. So trat Albanien erst 2010 dem Center bei. Darüber hinaus aber auch Nicht-NATO-Mitglieder, also „enge Verbündete“ wie:
- Japan[45]
- Australien[45]
- Südafrika[45]

Des Weiteren werden die folgenden Körperschaften genannt:
- das National Military Command Center des Pentagons[45]
- der Emergency Conference Room (Ebenfalls im Pentagon)[45]
- das National Counterterrorism Center[45]

Die Funktionsweise wird ebenfalls nicht öffentlich diskutiert und wenig ist bekannt. Die Aktivitäten sind in die Bereiche Kommando, Datenanalyse, eine operative und eine unterstützende Abteilung gegliedert. Vermutlich wird im 4-Schicht-Betrieb gearbeitet. Das NIFC liefert aus den verschiedenen Quellen zusammengesetzte, strategische Informationen zu Einsatzschauplätzen (all-source strategic and tactical theater intelligence ≈ ASAS) auf Anfragen (Request for information ≈ RI) von US- oder NATO-Kommandostellen. Daneben wird auf lückenhafte Information hingewiesen und Empfehlungen zur Verbesserung der Informationsverarbeitung gegeben. Das NIFC unterstützt auch das elektronische Schlachtfeld von Cyber-Abwehr und -Angriff mit Planungsdaten und technischer Expertise, auch bekannt unter dem Kürzel C4ISTAR (zusammengesetzt aus C4 = command, control, communications, computers und ISTAR = intelligence, surveillance, target acquisition, and reconnaissance).
2007 wurde vorgeschlagen, das NIFC in ein gemeinsames NATO/EU-Fusion-Center umzuwandeln.

#### NATO Civil-Military Fusion Centre (NATO CFC)
2008 richtete das NATO Allied Command Transformation in Norfolk (Virginia) versuchsweise eine Stelle ein, die offen zugängliche Informationen (open source intelligence) zusammenstellte und frei zugänglich verfügbar machte. Unter der Bezeichnung Civil-Military Fusion Center (CFC) stellen rund 10 Personen wöchentliche und monatliche Nachrichtenübersichten zu bestimmten Themengebieten wie Afghanistan, Horn von Afrika, Irak usw. zusammen und versenden die Informationen an die E-Mail angemeldeter Benutzer.

### Fusion Task Force
Die Fusion Task Force (FTF) von Interpol wurde im September 2002 in der Folge der zunehmenden Internationalisierung des Terrorismus gegründet. Hier untersuchen 270 FTF-Beamte in 160 Ländern nicht nur von terroristische Anschläge, sondern außerdem noch die Organisationsstrukturen, Training, Finanzierung, Methoden und Motive von terroristischen Organisationen. Als Hauptziele nennt die FTF:
- Identifikation von terroristischen Organisationen und ihren Mitgliedern
- Kauf, Sammlung und Teilen von Daten und Informationen
- Unterstützung bei der Analyse der Daten
- Verbesserung der Fähigkeit von Mitgliedsstaaten, mit der Bedrohung von Terrorismus und organisierter Kriminalität umzugehen.

Hierzu werden die Aktivitäten in sechs regionalen Projekten organisiert:
- ProjeKt Al Qabdah (Mittlerer Osten und Nordafrika);
- Projekt Amazon (Zentral- und Südamerika);
- Projekt Baobab (Ost-, West und Südafrika);
- Projekt Kalkan (Zentral- und Südasien);
- Projekt Nexus (Europa);
- Projekt Pacific (Südostasien und die Pazifischen Inseln);

Seit 2003 bietet Interpol den Mitgliedsstaaten mit Interpol Global Communication System 24/7 sichere Kommunikationspfade (I24/7≈ Interpol 24 Stunden, 7 Tage) über das verbundene Polizeibehörden jederzeit auf die Interpol-Datenbanken zugreifen können. Interpol verfügt über Datenbanken mit Namen von Kriminellen und Verdächtigen, Anfragen nach gesuchten Personen, Fingerabdrücken, Fotografien, DNA-Profilen, gestohlenen Fahrzeugen, gestohlenen und verlorenen Reisedokumenten sowie über Waffen, die in Verbrechen verwendet wurden. Mitgliederstaaten werden auch dazu angehalten, Informationen über relevante Vorgänge zu teilen, beispielsweise verdächtige Finanztransaktionen, Waffenschmuggel, Geldwäsche, gefälschte Reisedokumente sowie über die Beschlagnahme von radioaktiven, chemischen und biologischen Materialien.
Über die Sammlung und Bereitstellung von Daten der Mitgliedsstaaten hinaus ist Interpol auch direkter Teilnehmer an Fusion Centers, beispielsweise am Commonwealth Fusion Center in Massachusetts. Inwieweit über diese Kanäle auch zusätzliche Informationen an Interpol fließen, ist nicht bekannt. Da die Statuten von Interpol keine Datenschutzklauseln enthalten, gibt es keine Aufsicht über die ausgetauschten Daten.

### Europa
Die Europäische Union hat offiziell keinen eigenen Nachrichtendienst. Für die inoffizielle Behörde INTCEN fehlt die gesetzliche Grundlage und zusätzlich hat das Europäische Parlament nicht das übliche Aufsichtsrecht. Für die Koordination von Aktivitäten wurden eine Vielzahl verschiedener Abstimmungsmechanismen und -kanälen gegründet, darunter eben das De-facto-Fusion-Centre INTCEN (Intelligence Centre) bis Ende 2015 unter der Leitung von Ilkka Salmi, eine Ratsarbeitsgruppe Counter-Terrorism (COTER), die Ratsarbeitsgruppe Terrorismus (RAG TE), das European Satellite Centre in Torrejon (EUSC) oder der Counter Terrorism Coordinator (CTC, seit 2007 Gilles de Kerchove).
Durch die Veröffentlichungen von Geheimdienstinformationen durch den ehemaligen NSA-Mitarbeiter Edward Snowden wurde ebenfalls bekannt, dass amerikanische Nachrichtendienste Diplomaten der EU abgehört haben. In der Folge fordern EU-Kommissionsmitglieder die Einrichtung eines EU-Nachrichtendienstes. Die Einrichtung eines solchen wurde nach den Informationen des Daily Telegraph inzwischen eingeleitet. Demnach soll dieser Geheimdienst der Kontrolle des Hohen Vertreters der EU für Außen- und Sicherheitspolitik stehen. Für diese Rolle wurde angeblich INTCEN vorgesehen. Eine Umsetzung dieser Pläne wird im März 2014 durch den Leiter von INTCEN verneint. Nach seinen Angaben arbeitet das INTCEN ausschließlich mit Informationen, die von nationalen Geheimdiensten freiwillig gegeben werden oder mit Open Source Intelligence. Die Verantwortung für die elektronische Spionageabwehr ist ebenfalls nicht zuzuordnen. Das Europäische Zentrum zur Bekämpfung der Cyberkriminalität (EC3) (siehe unten) kann nach Aussagen des damaligen Leiters Troels Oerting ausgeschlossen werden, und für INTCEN verneint der Leiter Ilkka Salmi dies.
Neben diesen EU-Einrichtungen gibt es auch Kooperation im Rahmen von Europol, Eurojust, Police Working Group, Middle European Conference oder Berner Club. Bis auf Europol (siehe unten) wird dabei aber eine informelle Ebene eingehalten und keine Daten fusioniert.
Nach dem Anschlag auf Charlie Hebdo am 7. Januar 2015 schlug der Europaabgeordnete der CDU, Manfred Weber, vor, eine "gemeinsame Gefährderdatei" anzulegen, die "von allen Sicherheitsbehörden in der EU gepflegt werden soll". Nach Angaben der Neuen Osnabrücker Zeitung ist weder eine Behörde benannt noch eine Grundlage für eine solche Datenfusion geschaffen.

#### Europol
Europol sammelt Daten der Teilnehmerländer im Europol Information System (EIS) und verwendet auch Open Source Intelligence. Hierzu ist notwendigerweise auch ein Fusionsprozess erforderlich, der nach Aussagen von Europol (Goal 2) weiter verstärkt werden soll. Für diesen Zweck wurde das Europol Analysis System (EAS) eingeführt. Europol kooperiert mit privaten Unternehmen, beispielsweise im Rahmen des EC3. Es ist nicht bekannt, ob und welche Daten in diesem Rahmen ausgetauscht werden und ob diese Daten auch in den Fusionsprozess einbezogen werden. Obendrein bestehen zwischen Europol und nicht-europäischen Staaten Vereinbarungen über Datenaustausch. Beispielsweise liefert Europol personenbezogene Daten an die Vereinigten Staaten.

## Kritik an Fusion Centers
Nach Monahan und Palmer werden Teilnehmer an Fusion Centers und sonstige Information verschleiert. In einer Suche nach Presseartikeln zwischen November 2002 und Dezember 2008 konnten die Forscher nur 49 Einzelartikel über Fusion Centers ermitteln, in denen nach ihren Aussagen nur oberflächliche Information zu finden ist. Gemäß den Forschern konzentriert sich die Kritik an den Fusion Centers auf drei Bereiche:
- die Ineffizienz unter Berücksichtigung der aufgewendeten Mittel – Das Budget betrug 2010 ca. 45 Mrd. USD.[63] 2012 beschuldigt eine Untersuchungskommission des Senats die Homeland Security der Verschwendung und möglicher Brüche von Bürgerrechten.[64][65] Trotz der Untersuchung konnte keine präzise Antwort auf die aufgewandten Gelder gegeben werden und der Bericht nennt vage „283 Mio bis 1,4 Mrd. Bundesgelder zwischen 2003 und 2011“ (Staatsmittel wurden dabei nicht berücksichtigt).[64]
- die Gefahren eines „mission creep“[32], bei dem die ursprünglichen Ziele langsam durch neue Ziele ersetzt werden und
- die Verletzung von Menschen- und Bürgerrechten[21][66][64]

Zu den Kritikern zählen nicht nur Bürgerrechtsorganisationen wie American Civil Liberties Union (ACLU), sondern auch Senatoren, beispielsweise Tom Coburn (Oklahoma).
Neben diesen Kritikpunkten sind bestimmte Überschneidungen bekanntgeworden, die in Deutschland zu Problemen führen könnten, beispielsweise der Einsatz militärischer Drohnen zur Bekämpfung der Drogenkriminalität. Diese Art von Vermischung stellt durchaus ein Problem dar und wurde beispielsweise im Zusammenhang mit der „Bundesabhörzentrale“, der Konzentration von Abhöraktivitäten für Verfassungsschutz, Bundespolizei und Bundeskriminalamt im Bundesverwaltungsamt in Köln, schon 2007 in Deutschland diskutiert.